# Nitrid
A nitridek a nitrogén olyan vegyületei, melyekben a nitrogén formális oxidációs állapota −3. A nitridek nagy vegyületcsoportot alkotnak, melynek tulajdonságai és alkalmazásai is széleskörűek.
Az N3− nitridion nem fordul elő protikus oldószerben, mivel annyira erősen bázisos tulajdonságú, hogy azonnal protonálódik. Ionsugara a becslések szerint 140 pm.

## Felhasználásuk
A karbidokhoz hasonlóan a nitridek is gyakran tűzálló anyagok, ami a „N3−” és a fémion közötti erős vonzást tükröző nagy rácsenergiának köszönhető. Így például a titán-nitridet és a szilícium-nitridet vágóeszközök anyagaként és kemény bevonatként alkalmazzák. A réteges szerkezetű hexagonális bór-nitrid – a molibdén-diszulfidhoz hasonlóan – nagy hőmérsékleten is jól használható kenőanyag. A nitridek sokszor széles tiltott sávval rendelkeznek, ezért elektromosan szigetelő vagy széles tiltott sávú félvetető anyagok, mint a bór-nitrid és a szilícium-nitrid. A széles tiltott sávval rendelkező gallium-nitrid a kék fényt kibocsátó LED-ekben történő felhasználása miatt fontos. Egyes oxidokhoz hasonlóan a nitridek is képesek hidrogént abszorbeálni, így alkalmasak lehetnek a hidrogén tárolására, ilyen például a lítium-nitrid.

## Vegyületek
Az ilyen nagy változatosságot mutató vegyületcsoport osztályozása némileg önkényes. Az alábbiakban nem tárgyaljuk azokat a vegyületeket, amelyekben a nitrogén oxidációs száma nem −3, így nem szerepel a nitrogén-triklorid, amelyben +3-as az oxidációs állapot, de az ammónia és annak számos szerves származéka sem.

### Az s-mező elemeinek nitridjei
Az alkálifémek nitridjei közül egyedül a bíborvöröses lítium-nitrid (Li3N) stabil. Li3N akkor keletkezik, ha lítiumot N2 atmoszférában égetnek. A nátrium-nitridet is elő lehet állítani, de ez csak mint laboratóriumi ritkaság fordul elő. Az alkáliföldfémek M3N2 képletű nitridjeinek számos képviselője ismert. Ezek többek között a Be3N2, Mg3N2, Ca3N2 és a Sr3N2. Az elektropozitív fémek (többek között Li, Zn és az alkáliföldfémek) nitridjei vízzel – a levegő páratartalmát is beleértve – érintkezve készségesen hidrolizálnak:
Mg3N2  +  6 H2O   →   3 Mg(OH)2  + 2 NH3

### A p-mező elemeinek nitridjei
A bór-nitridnek több polimorf módosulata is létezik. A szilícium és foszfor nitridjei is ismertek, de csak az előbbinek van kereskedelmi jelentősége. Az alumínium, gallium és indium nitridjei gyémánt-szerű wurtzit kristályszerkezettel rendelkeznek, amelyben minden atom egy tetraéder csúcsán helyezkedik el. Az alumínium-nitridben például minden alumíniumatomnak négy nitrogénatom szomszédja van a tetraéder négy sarkában, és ugyanígy minden nitrogén négy szomszédos alumíniumatomja is egy tetraéder csúcsain helyezkedik el. Ez a szerkezet a hatszöges gyémánthoz (lonsdaleit) hasonlít, amelyben minden szénatom egy tetraéder csúcsán található (a wurtzit ugyanakkor abban különbözik a szfalerittől és a gyémánttól, hogy a tetraéderek hogyan helyezkednek el egymáshoz képest). A tallium(III)-nitriddel (TlN) ellentétben a tallium(I)-nitrid (Tl3N) is ismert.

### Átmenetifémek nitridjei
A 3. csoport elemei közül a szkandium és az ittrium nitrdije is ismert (ScN és YN). A 4., 5. és 6. (titán-, vanádium- és króm)csoport elemei mind képeznek nitridet. Ezek kémiailag stabil, tűzálló, magas olvadáspontú anyagok. Olykor „interszticiális nitrideknek” is nevezik őket.
A 7. és 8. csoport elemeinek nitridjei könnyen bomlanak, például a Fe2N vas-nitrid 200 °C-on elbomlik. A platina-nitrid és az ozmium-nitrid N2-egységeket is tartalmazhat, így ezeket nem is kellene nitrideknek nevezni.
A 11. és 12. csoport nehezebb elemeinek nitridjei kevésbé stabilak, mint a Cu3N réz-nitrid, illetve Zn3N2 cink-nitrid: a száraz ezüst-nitrid (Ag3N) kontakt robbanóanyag, amely már a legkisebb érintésre – akár egy leeső vízcsepp hatására – is felrobbanhat.

### Molekuláris nitridek

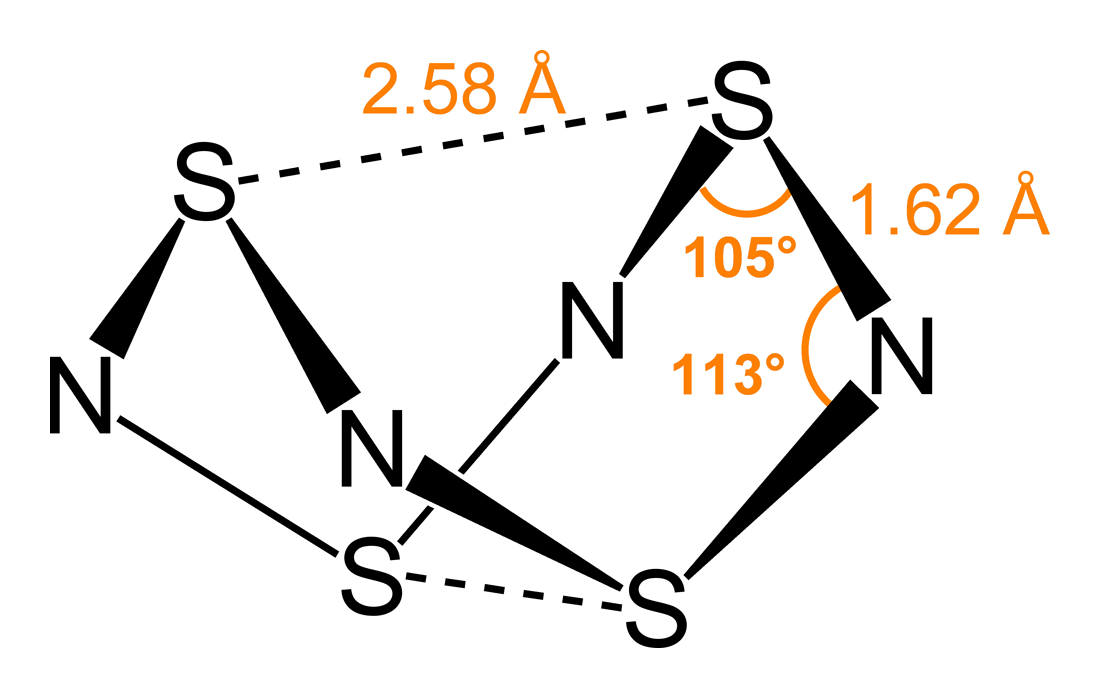
A S_{4}N_{4} a biner molekuláris nitridek prototípusa

Számos fém képez molekuláris nitridokomplexet. A főcsoportbeli elemek is alkotnak néhány molekuláris nitridet. A dicián ((CN)2) és a tetrakén-tetranitrid (S4N4) példák a ritka biner (a nitrogén mellett csak egy másik elemet tartalmazó) molekuláris nitridekre. Ezek apoláris oldószerben oldódnak. Mindkét vegyület polimerizációra képes. A S4N4 termodinamikailag is instabil, bár kisebb mértékben, mint az azonos szerkezetű Se4N4. A S4N4 melegítés hatására polimerizálódik, de számos más molekuláris kén-nitrid anion és kation is ismert.

## Fordítás
Ez a szócikk részben vagy egészben  a   Nitride című angol Wikipédia-szócikk ezen változatának fordításán alapul.  Az eredeti cikk szerkesztőit annak laptörténete sorolja fel. Ez a jelzés csupán a megfogalmazás eredetét és a szerzői jogokat jelzi, nem szolgál a cikkben szereplő információk forrásmegjelöléseként.